# Chrysso albomaculata
Chrysso albomaculata är en spindelart som beskrevs av O. Pickard-Cambridge 1882. Chrysso albomaculata ingår i släktet Chrysso och familjen klotspindlar. Inga underarter finns listade i Catalogue of Life.